# Deoranian
Deoranian es un pueblo y nagar Panchayat situado en el distrito de Bareilly en el estado de Uttar Pradesh (India). Su población es de 20815 habitantes (2011). 

## Demografía
Según el  censo de 2011 la población de Deoranian era de 20815 habitantes, de los cuales 10863 eran hombres y 9952 eran mujeres. Deoranian tiene una tasa media de alfabetización del 56,77%, inferior a la media estatal del 67,68%: la alfabetización masculina es del 66,59%, y la alfabetización femenina del 46,10%.